# Steinstücken

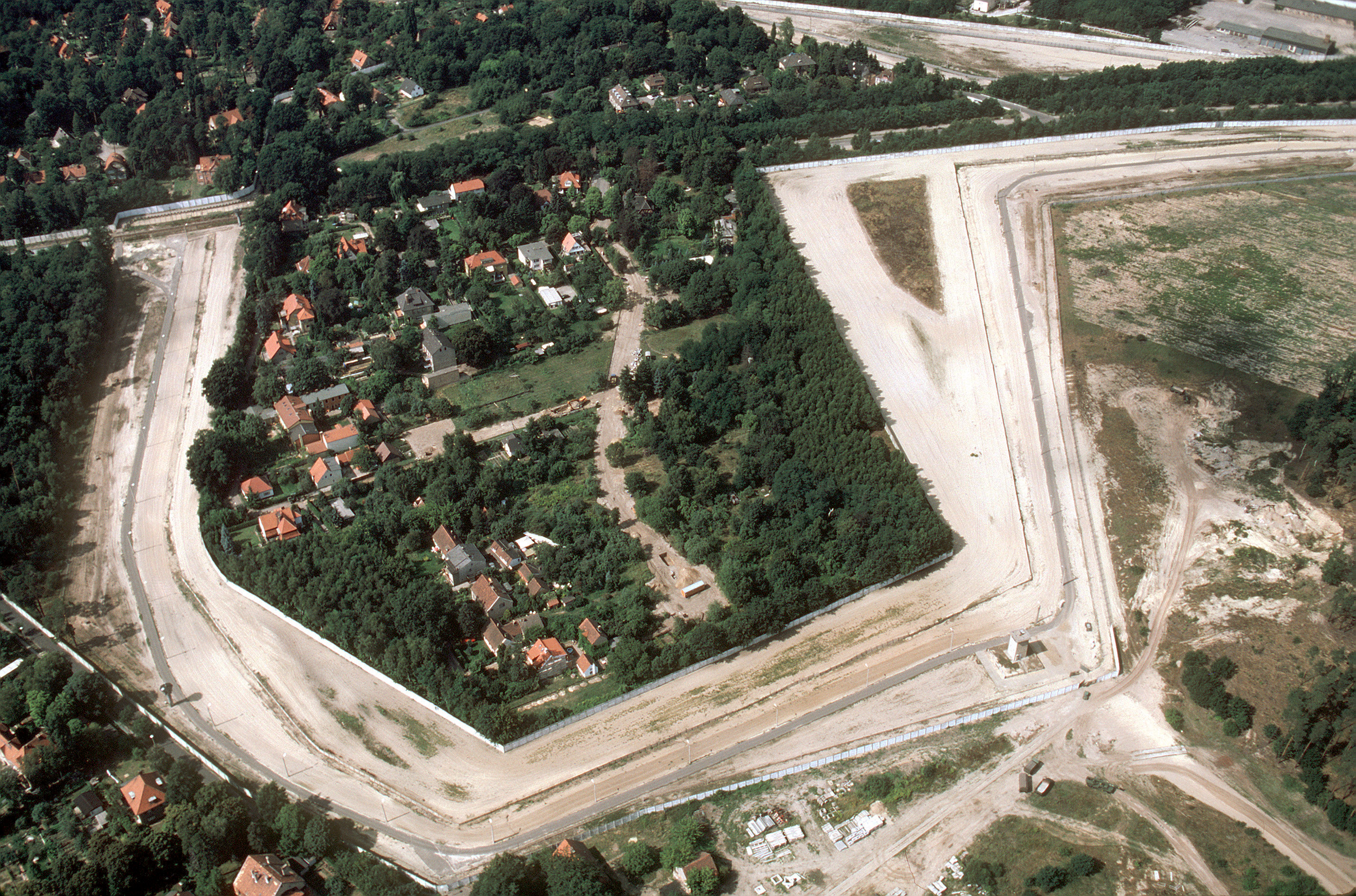
Steinstücken, Luftaufnahme von 1989 aus südöstlicher Richtung: Im Hintergrund quer die Bahnstrecke, rechts hinten die Brücke Stahnsdorfer Straße

Heutige Lage Steinstückens – umschlossen vom Gebiet Potsdams

Steinstücken ist eine Ortslage im südlichsten Teil des Berliner Ortsteils Wannsee im Bezirk Steglitz-Zehlendorf und liegt mit rund 300 Einwohnern südwestlich von Kohlhasenbrück fast vollständig vom Gebiet Potsdams umschlossen. Die Ausdehnung beträgt rund einen halben Kilometer in Ost-West- wie auch in Nord-Süd-Richtung. Bekannt geworden ist Steinstücken vor allem als die einzige permanent bewohnte unter den zehn West-Berliner Exklaven in den Jahren des Kalten Krieges. Die „Kanonenbahn“ verläuft durch Steinstücken und trennt das Gebiet in zwei Teile.

## Ursprung der Exklave
Der Ort wurde 1680 erstmals als Die Steinstücken urkundlich erwähnt. Er war 1683 ein Teil der wüsten Feldmark Wendisch-Stahnsdorf, lag dort im westlichen Teil der Gemarkung und wurde vom Amt Potsdam verwaltet. Die Exklave entstand, als Bauern des Dorfes Stolpe 1787 ein Stück Land außerhalb ihrer eigentlichen Gemeindegrenzen erwarben, auf dem sich im 19. Jahrhundert eine Kolonie bildete. 1801 entstand dort ein Jägerhaus, auch „Forsthaus in der Grünen Heide“ genannt, in dem es einen Haushalt (= Feuerstelle) mit sechs Personen gab. 1840 erschien es erneut als „Forsthaus, zu Drewitz gehörig“. 1860 bestand Steinstücken aus dem Schutzbezirk Steinstücken und dem Forsthaus Steinstücken, in dem ein Wohn- und zwei Wirtschaftsgebäude standen und sechs Personen lebten. In der 1817 angelegten Kolonie gab es mittlerweile fünf Wohn- und acht Wirtschaftsgebäude mit 34 Personen.
Die Landvermessung (Preußische Uraufnahme bis 1865 und Preußische Neuaufnahme ab 1875) ordnete Grundstücke außerhalb des Wohnorts ihrer Besitzer steuerlich und rechtlich jener Gemeinde zu, in der der Eigentümer wohnte. Steinstücken wurde demnach der Gemeinde Stolpe zugeordnet, die 1898 in Wannsee umbenannt wurde und 1920 nach Groß-Berlin eingegliedert wurde. So wurde Steinstücken zur Berliner Exklave, während die Umgebung weiterhin zu den Gemeinden Nowawes und Drewitz im brandenburgischen Kreis Teltow bzw. ab 1939 zu Potsdam gehörte. Die Försterei wurde 1929 in die Stadt Nowawes (das spätere Babelsberg) eingemeindet und dort ab 1932 als Wohnplatz geführt. Die Kolonie Steinstücken wurde 1922 ein Ortsteil von Zehlendorf und ab 1932 ein Unterwohnplatz im Ortsteil Wannsee im Verwaltungsbezirk Zehlendorf. Der äußere Grenzverlauf von Stolpe und folglich die Exklavensituation Steinstückens blieben bestehen. Bis 1945 war dieser Umstand von untergeordneter Bedeutung, Exklaven zwischen Gemeinden sind nicht ungewöhnlich. Geografisch lag Steinstücken im inzwischen gewachsenen Potsdamer Vorort Neubabelsberg, das Alltagsleben war dorthin ausgerichtet – trotz der administrativen Zugehörigkeit zu Berlin.

## Im Kalten Krieg

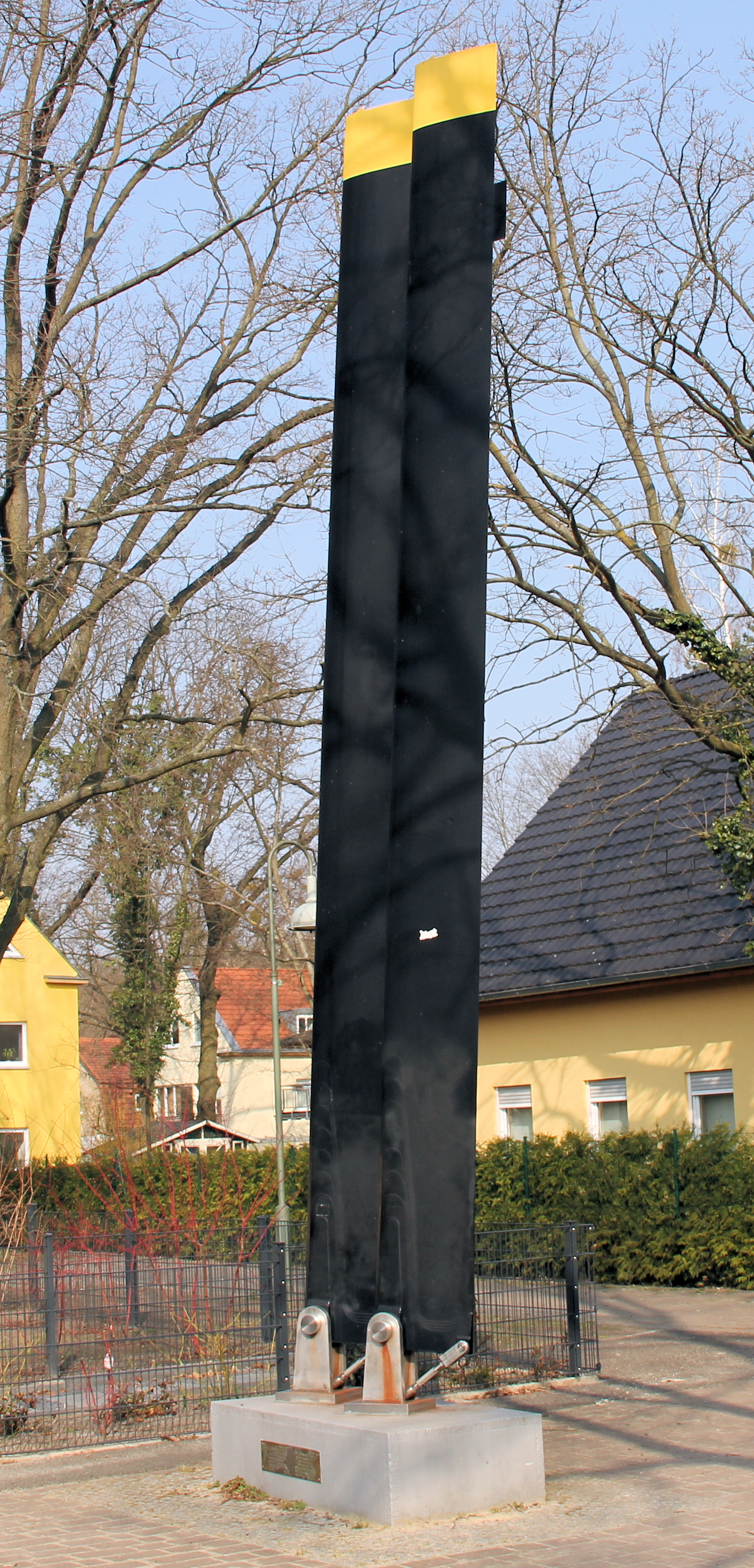
Denkmal für den Hubschrauberlandeplatz Steinstücken

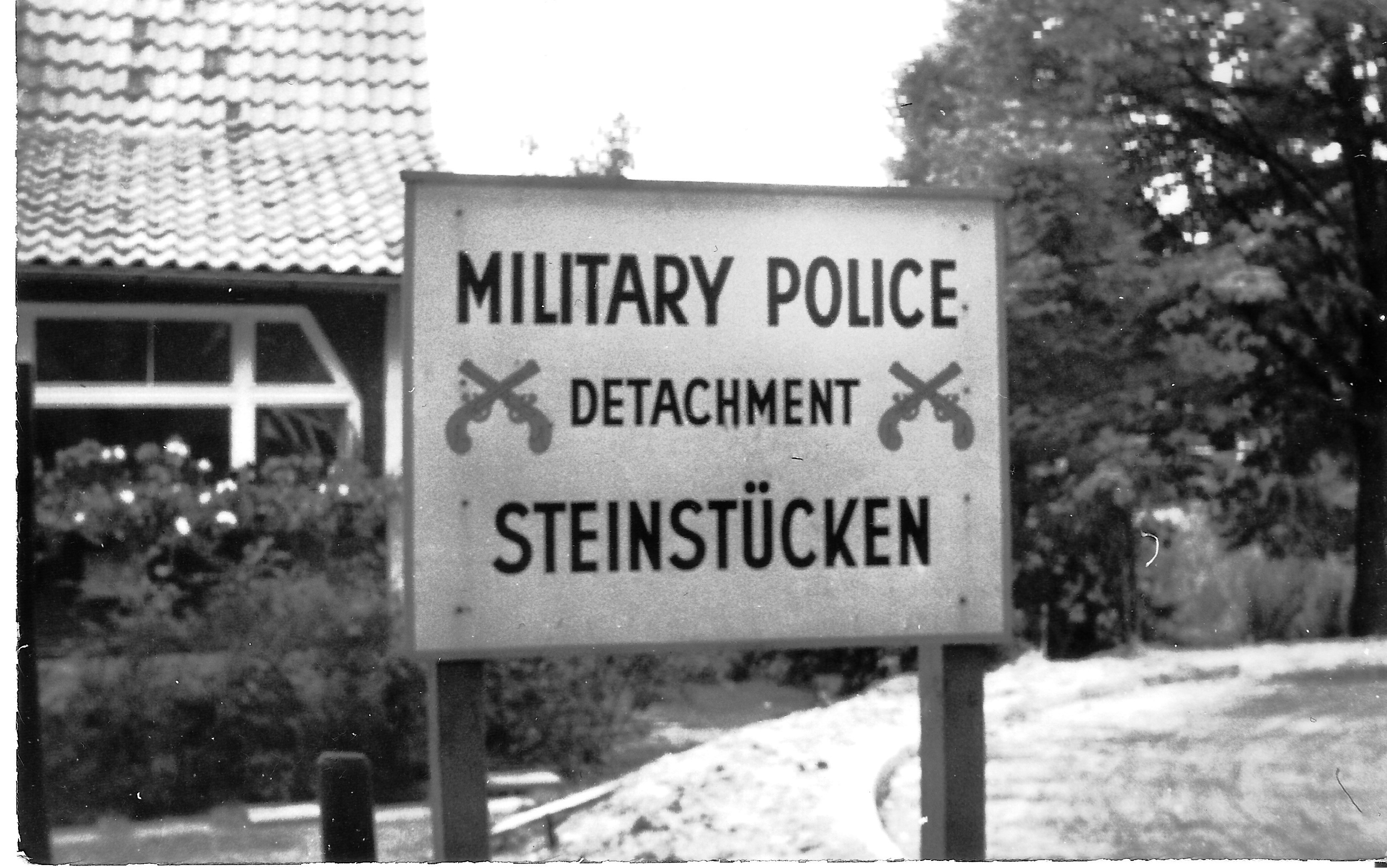
US-Militärposten

Am Ende des Zweiten Weltkriegs wurde die Stadtgrenze 1945 zur Zonengrenze, denn Steinstücken kam als Bestandteil des damaligen Bezirks Zehlendorf zum Amerikanischen Sektor, während das umgebende Babelsberg zur Sowjetischen Besatzungszone kam. Die Grenze blieb allerdings zunächst für Zivilisten passierbar.
Am 18. Oktober 1951 versuchte die DDR, die Exklave zu annektieren, stieß dabei allerdings auf den Widerstand der Bewohner. Nach dem Einschreiten der USA machte sie diesen Akt nach wenigen Tagen rückgängig. Seitdem wurde Steinstücken durch eine Postenreihe abgeriegelt, so dass die Steinstückener Einwohner die umgebenden Ortsteile Neubabelsberg, Babelsberg und Potsdam nicht mehr frei betreten durften. Der einzig verbliebene Zugang nach West-Berlin verlief nun über einen Waldweg und zwei Grenzübergänge nach Kohlhasenbrück. Am 1. Juni 1952 verbot die DDR allen West-Berlinern das Betreten ihres Gebiets und begann mit der Errichtung erster Straßensperren an der Berliner Außengrenze, so auch an den Grenzen Steinstückens.
Seit dem Bau der Berliner Mauer im Jahr 1961 wurde Steinstücken zunächst das Ziel zahlreicher Fluchtwilliger aus der DDR, weil in diesem Bereich nur „Spanische Reiter“ das Hindernis bildeten. Als auch mehr als 20 Grenzsoldaten der DDR an dieser Stelle in den Westen flohen, ließ die DDR-Regierung die Exklave durch eine gesonderte Mauer abriegeln und machte damit auch hier die Grenze nahezu unüberwindlich.
Nach einem Besuch von Lucius D. Clay per Hubschrauber am 21. September 1961 wurde ein ständiger US-Militärposten in der Exklave eingerichtet. Die dort stationierten Soldaten wurden regelmäßig per Hubschrauber eingeflogen, wofür eigens ein Landeplatz angelegt wurde. Auch Flüchtlinge wurden mit dem Hubschrauber ausgeflogen. Ein Hubschrauber-Denkmal auf dem Spielplatz erinnert daran.
Weitere Grenzbefestigungen, die Steinstücken vom Ortsteil Wannsee abtrennten, folgten 1963.
Ab 1. Mai 1967 sollte von der BVG eine Buslinie nach Steinstücken eingerichtet werden, die DDR-Grenzposten verboten aber eine Fahrt von Linienbussen über den Waldweg durch DDR-Gebiet am Tag der geplanten Betriebsaufnahme.

## Korridorlösung

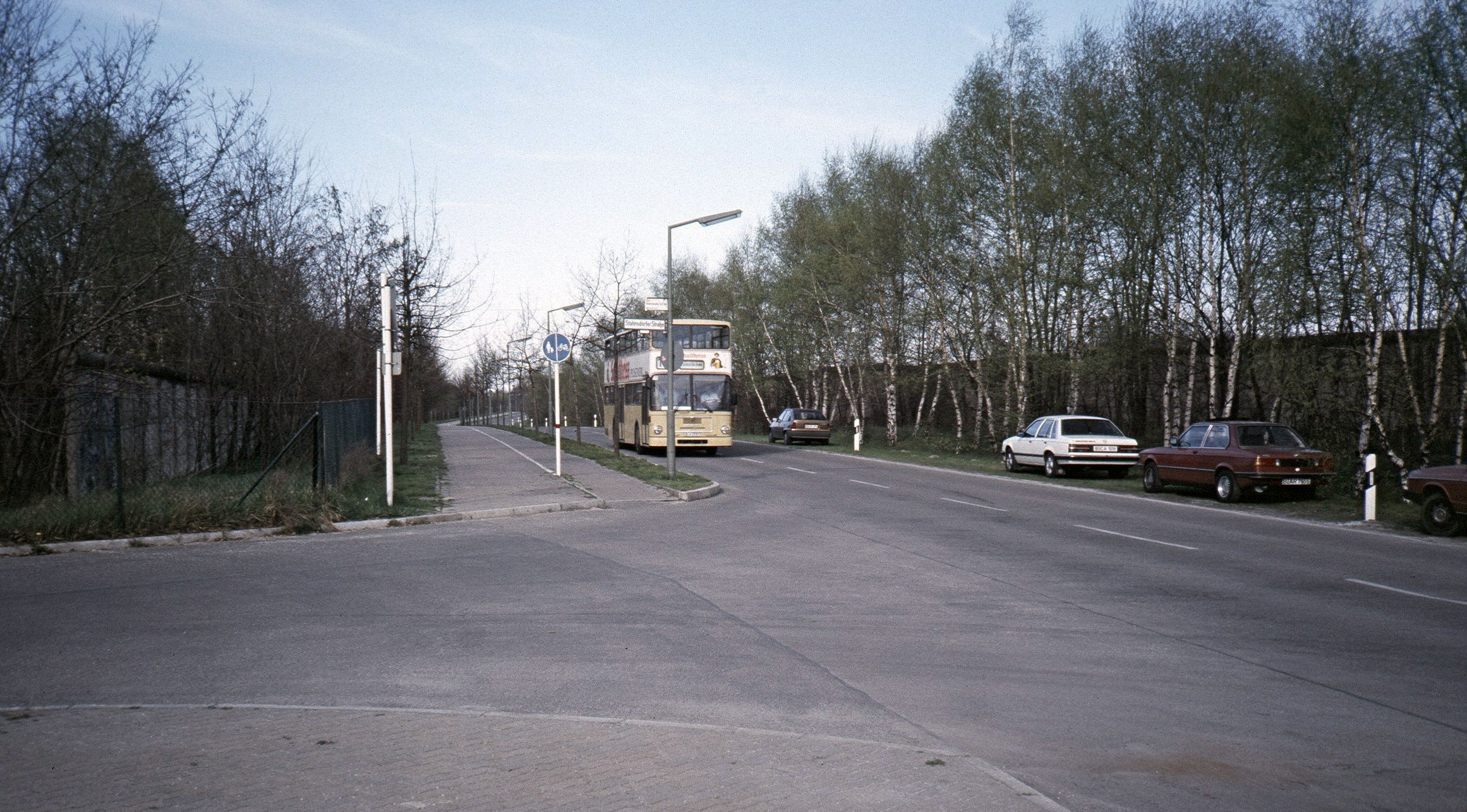
Bernhard-Beyer-Straße (Korridor); Blick nach Osten: beidseitig die Mauer; nach links: zur Stahnsdorfer Straße über die Bahnbrücke; 1987

Im Rahmen des Viermächteabkommens vom 3. September 1971 kam eine Lösung für Steinstücken in Sicht. Das Abkommen sah vor, dass „die Probleme der kleinen Enklaven einschließlich Steinstückens […] durch Gebietsaustausch gelöst werden“. Da jede Änderung der Stadtgrenze den Viermächtestatus der geteilten Stadt berührte, war diese Vorabvereinbarung notwendig. Ein gesondertes Abkommen zwischen West-Berlin und der DDR vom 20. Dezember 1971 regelte die Details des Austausches. Demnach trat die DDR einen 20 Meter breiten und rund einen Kilometer langen Gebietsstreifen zwischen Steinstücken und Kohlhasenbrück an West-Berlin ab. Damit war Steinstücken keine Exklave mehr, sondern als Gebietszipfel an das „Festland“ West-Berlin angeschlossen. Vor dem Vollzug des Gebietsaustausches 1972 wurde (noch auf DDR-Gebiet) durch diesen Streifen eine asphaltierte Straße (Bernhard-Beyer-Straße) gebaut, 1972 dann die Buslinie 18 (aktuell: Bus 118) der BVG bis in den Ort verlängert. Da die Grenze auf beiden Seiten dieser Straße verlief, war sie beidseitig von der Mauer umgeben. Seitdem endete das abgeschlossene Leben der Exklave, ein Besucherstrom von Tagesausflüglern und Touristen war die Folge.

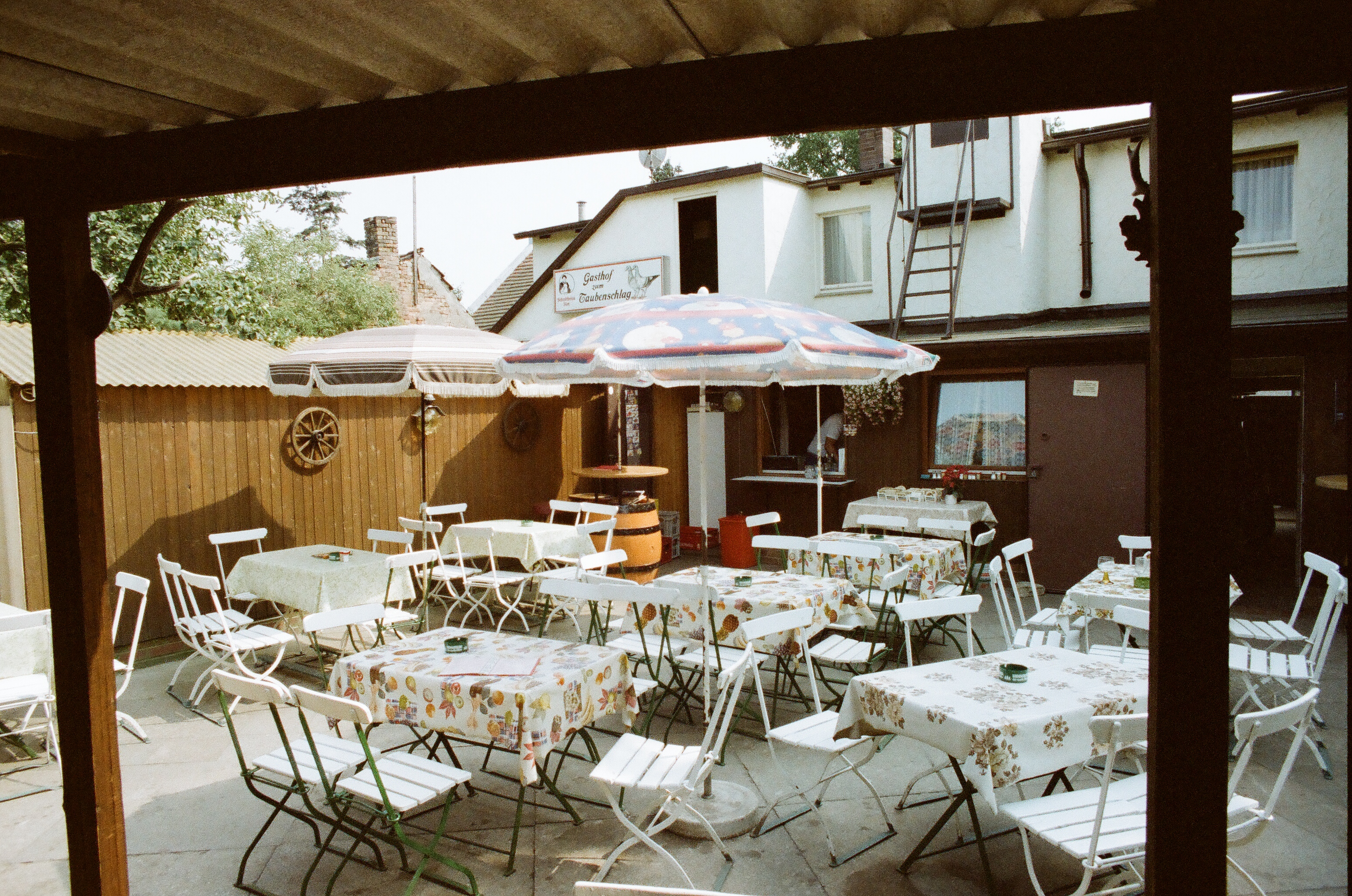
In der von West-Berlin aus erreichbaren Exklave Steinstücken befand sich von 1972 bis 1994 der Gasthof Zum Taubenschlag, 1987

Der Gasthof Zum Taubenschlag mit großem Garten (Johannes-Niemeyer-Weg Nr. 18) war in der Folge ein beliebtes Ziel für den „Grenztourismus“. Eröffnet wurde das Lokal 1972, als die Steinstückener Bevölkerung mit einem Volksfest ihre Straßenanbindung zu Zehlendorf feierten. Das Lokal bestand bis 1994.
Besondere Schwierigkeiten bei der neuen Grenzziehung ergaben sich während der Verhandlungen für den Zugang zum westlichen Teil Steinstückens, da der Ort von einem tiefen Einschnitt der von Wannsee nach Süden führenden Bahntrasse zweigeteilt war. Die einzige Brücke über die Bahn lag am Nordrand Steinstückens und gehörte zur DDR. Sie stieß östlich an den von der DDR abgetretenen Korridor, der parallel zur Bahn von Kohlhasenbrück (West-Berlin) nach Steinstücken führte. Die DDR lehnte eine komplette Gebietsübertragung für die Brücke ab, da die darunter liegenden Gleise der Deutschen Reichsbahn gehörten. Die Brücke und der darüber befindliche Luftraum kamen – zusammen mit einem Stück der Stahnsdorfer Straße (bis zur Einmündung der Teltower Straße) auf der Südseite – zu West-Berlin, der Luftraum unter der Brücke mit dem darunter liegenden Erdboden verblieb bei der DDR. Diese Grenzziehung von 1972 ist noch zwischen den Ländern Berlin und Brandenburg gültig, hat aber kaum Bedeutung. Da auf dem Eisenbahngebiet grundsätzlich die Bundespolizei zuständig ist, gibt es zwischen Berlin und Brandenburg in der Polizeizuständigkeit auf der und um die Brücke auch keine Komplikationen.
Die Korridorlösung änderte bis zum Mauerfall nichts an der Unerreichbarkeit der Grundstücke in der Steinstraße (Südrand), der Rote-Kreuz-Straße (Westrand) und dem westlichen Teil der Stahnsdorfer Straße (Nordrand) von diesen Straßen aus. Die Mauer stieß unmittelbar an die Grundstücksgrenzen. Auch die Bürgersteige gehörten zur DDR. Bis 1990 waren die südlichen Grundstücke nur über Wegerechte im Malergarten und die westlichen und nördlichen Grundstücke nur über die Teltower Straße erreichbar. Auf den privaten Grundstücken der Steinstraße gab es einen asphaltierten Notweg. Der Anfang und kleine Reste davon sind noch nahe der Einmündung der Bernhard-Beyer-Straße in die Steinstraße zu erkennen.
Die besondere Lage und Geschichte von Steinstücken wurde in einem Beitrag der Arte-Sendung „Crazy Borders“ aus dem Jahr 2025 humoristisch dokumentiert.

## Exklaven in der Umgebung
In der Umgebung von Steinstücken gab es zwei weitere West-Berliner Exklaven auf DDR-Gebiet. Die Wüste Mark wurde von einem West-Berliner Bauern bewirtschaftet und kam 1988 in einem Gebietsaustausch zur DDR. In Potsdam-Drewitz gehörten die 3,64 Hektar großen Nuthewiesen im Winkel südlich der Nuthestraße und der Bahnstrecke zu West-Berlin. Das Gebiet war ungenutzt und wurde 1972 an die DDR abgetreten. Im Rahmen dieses Gebietsaustausches erhielt Steinstücken den Korridor nach West-Berlin.

## Mauerfall
Nach dem Fall der Mauer wurden ab dem Frühjahr 1990 die Grenzanlagen abgebaut. Das Leben hat sich seitdem in der Ortslage wieder normalisiert und nach Potsdam-Drewitz und Potsdam-Babelsberg ausgerichtet. Der ungewöhnliche Grenzverlauf nach dem Stand des Gebietsaustausches von 1972 ist bislang unverändert, nun allerdings nur noch als Landesgrenze zwischen Berlin und Brandenburg.

## Sehenswürdigkeiten

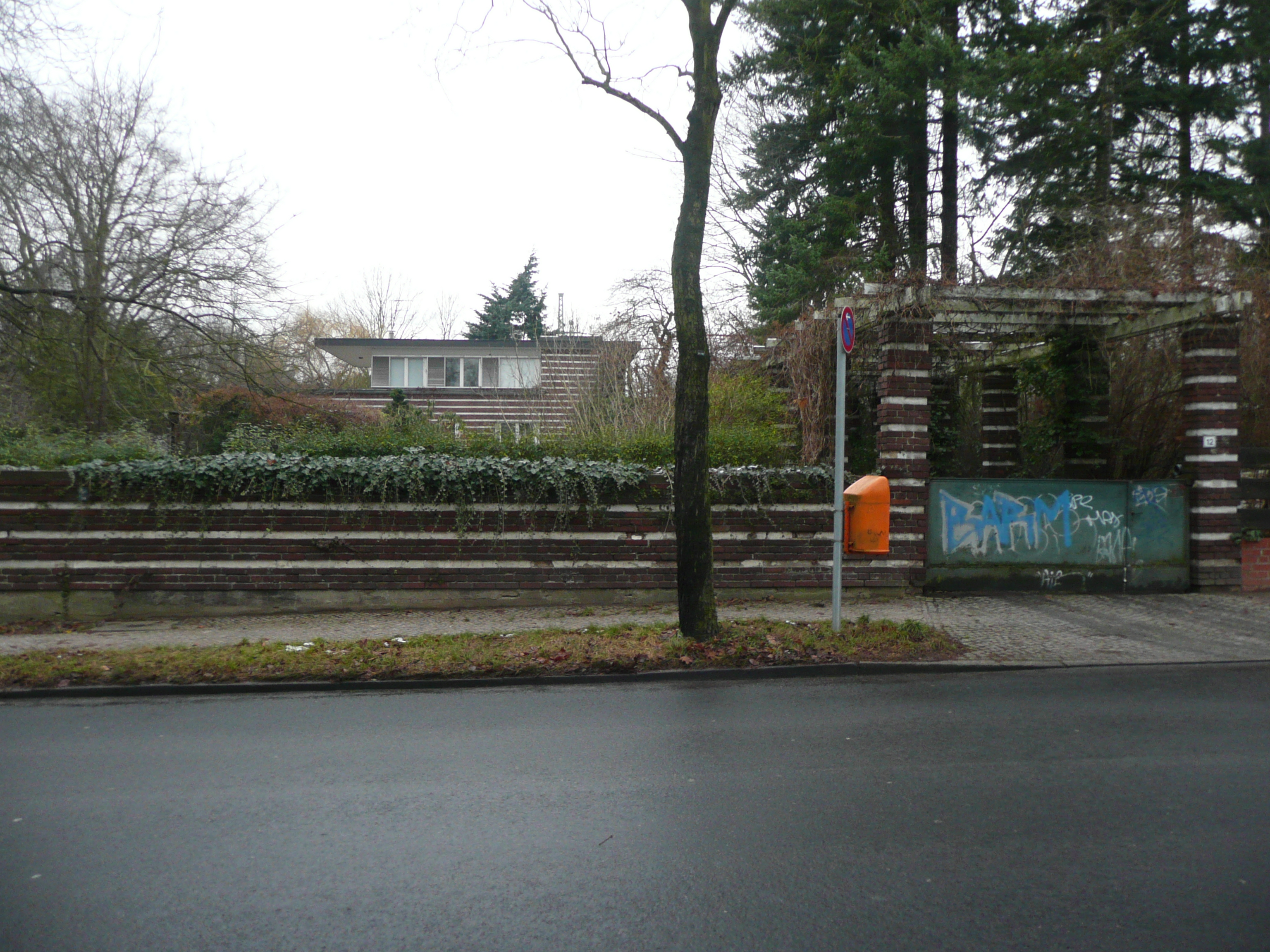
Landhaus Bejach

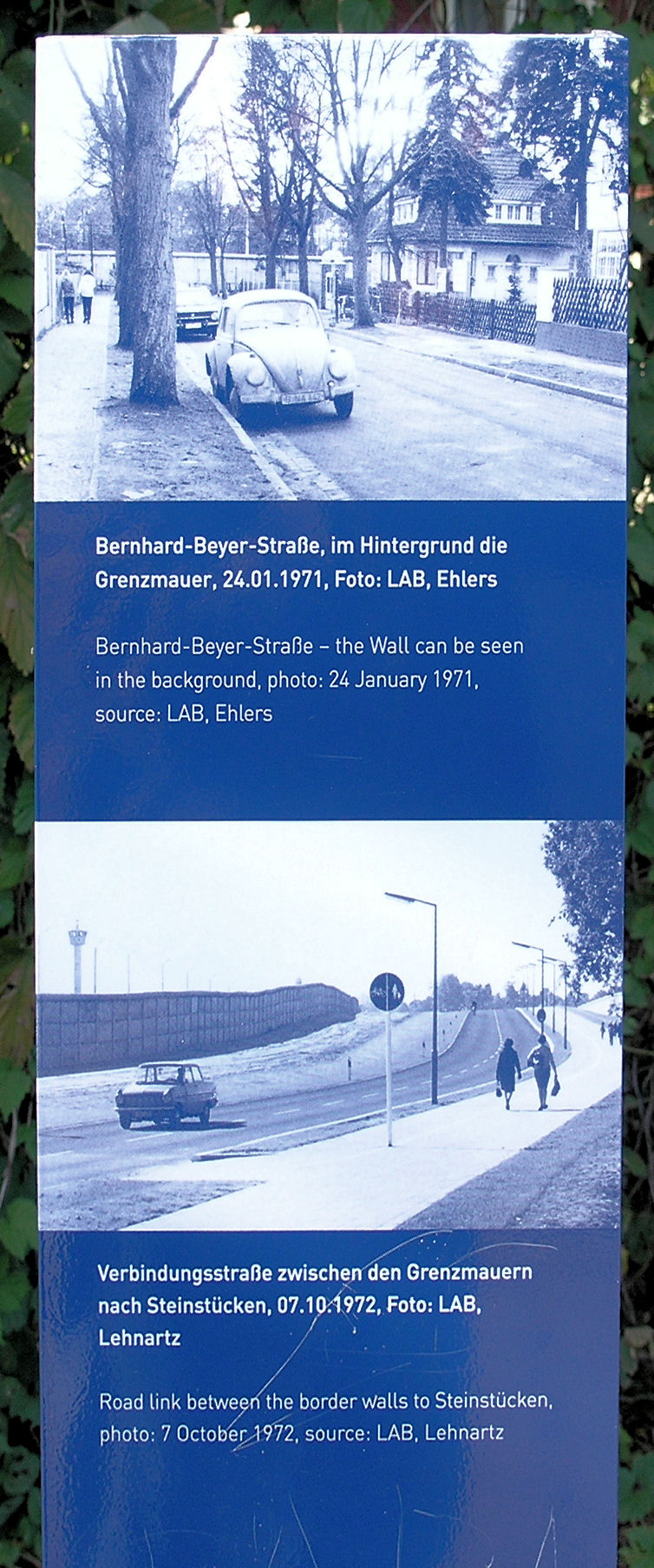
Gedenktafel am Königsweg 308 (Darstellung zu Steinstücken)

- Das nach Plänen von Erich Mendelsohn (1926/1927) für Curt Bejach errichtete Landhaus Bejach
- Denkmal für den Hubschrauberlandeplatz am Ende der Straße Am Landeplatz
- Mauerrest – einziges noch erhaltenes T-Stück unter alten Resten der Hinterlandmauer
- Kleintierzoo des Bürgervereins Steinstücken
- Reste des ehemaligen Ausfluglokals Taubenschlag
- Denkmalgeschütztes Büdner-Haus hinter dem Potsdamer Wäldchen an der Steinstraße
- Der Berliner Mauerweg spart Steinstücken aus. Die Erinnerungstafeln zur Geschichte von Steinstücken befinden sich in Kohlhasenbrück an der Kreuzung Königsweg/Bäkestraße
- Das Anwesen Erdmannshof, in dem u. a. der Architekt Peter Behrens lebte und arbeitete, wurde im Jahr 2000 abgerissen